# Serra da Vigia
La Serra da Vigia és una serra situada al sud de Portugal, més concretament a localitat d'Ourique (Algarve). Culmina a una altitud de 393 msnm. El riu Sado neix al seu vessant septentrional, a una altitud d'aproximadament 230 msnm.